# Ba chàng ngự lâm (phim)
Ba chàng ngự lâm (tựa gốc tiếng Anh: The Hangover) là một bộ phim hài Mỹ được phát hành vào năm 2009, do Todd Phillips làm đạo diễn. Phim có dàn diễn viên Bradley Cooper, Ed Helms, Zach Galifianakis, Justin Bartha và Heather Graham.

## Nội dung
Bốn người bạn thân Phil, Stu, Doug và Alan cùng nhau đến Las Vegas để ăn mừng việc Doug sắp cưới vợ. Họ đi trên chiếc xe Mercedes-Benz W111, sau đó thuê phòng ở khách sạn Caesars Palace và uống rượu trên sân thượng khách sạn. Sáng hôm sau, Phil, Stu và Alan thức dậy hoàn toàn không nhớ chuyện gì xảy ra đêm qua, và Doug đã biến mất. Stu bị mất một cái răng, có con hổ trong phòng tắm và có đứa bé trong tủ quần áo. Cả ba còn thấy cái nệm của Doug cắm vào bức tượng bên ngoài khách sạn. Khi họ đi lấy xe, người nhân viên đã đưa ra một chiếc xe cảnh sát.
Đến bệnh viện, cả ba phát hiện ra họ đã chơi ma túy roofie, thứ khiến họ bị mất trí nhớ, và họ đến bệnh viện từ một nhà nguyện. Ở nhà nguyện, cả ba biết được Stu đã cưới cô vũ nữ tên Jade. Sau đó họ bị tấn công bởi bọn gangster nói rằng chúng đang tìm một người nào đó. Cả ba bỏ chạy và đến nhà Jade, phát hiện ra cô là mẹ của đứa em bé. Cả ba người bị cảnh sát bắt vì tội ăn cắp xe cảnh sát, nhưng họ được thả ra sau khi tình nguyện làm mục tiêu cho súng điện. Lấy lại chiếc Mercedes, cả ba tìm thấy một gã người Hoa tên Leslie Chow trong cốp xe. Chow xông ra đánh họ và bỏ chạy.
Quay về phòng khách sạn, cả ba gặp võ sĩ quyền Anh Mike Tyson, người bắt họ trả lại con hổ ngay lập tức. Stu gây mê con hổ bằng số roofie còn lại rồi đưa nó lên xe chở đến nhà Tyson. Tuy nhiên, con hổ tỉnh lại và tấn công họ, họ đành phải đẩy chiếc xe đến nhà Tyson. Tyson cho cả ba xem đoạn phim camera trong nhà anh ta quay lại, giúp họ định vị Doug. Lúc đang lái xe, xe của họ bị một chiếc Cadillac Escalade tông phải. Người trên xe là bọn gangster với ông chủ của chúng, Chow. Chow nói rằng cả ba đã bắt cóc hắn và ăn cắp 80.000 đôla của hắn. Chow còn nói hắn đang giữ Doug, đe dọa sẽ giết anh nếu họ không trả lại tiền cho hắn. Không thể tìm ra 80.000 đôla của Chow, Alan đành phải dùng kỹ năng của mình đi đánh bài và thắng 82.400 đôla.
Buổi sáng, cả ba gặp Chow ở hoang mạc để trao đổi, và bất ngờ nhận ra "Doug" chỉ là gã da đen đã bán roofie cho Alan. Đám cưới của Doug sẽ diễn ra trong 5 giờ nữa, Phil gọi điện cho Tracy để nói về việc Doug mất tích. Nhưng "Doug da đen" nói một câu làm Stu suy nghĩ lại, Stu liền ngăn cản Phil. Họ quay về khách sạn rồi tìm thấy Doug bị cháy nắng trên sân thượng. Đêm qua Phil, Stu và Alan đã đưa Doug cùng với cái nệm lên sân thượng để chơi khăm anh, nhưng họ lại quên rằng họ nhốt anh trên đó. Doug đã ném cái nệm xuống bức tượng như một tín hiệu cầu cứu.
Stu hứa với Jade rằng sau này sẽ quay lại để hẹn hò với cô. Còn khoảng 4 giờ nữa đám cưới sẽ diễn ra và không còn chuyến bay nào về Los Angeles, bốn người bạn phải lái xe thật nhanh về nhà. Trên đường về, Doug tiết lộ rằng anh đang giữ 80.000 đôla tiền gốc của Chow. Họ về trễ, Doug và Tracy vẫn cưới nhau. Stu quyết định chia tay cô bạn gái Melissa vì không chịu nổi mấy luật lệ của cô ta. Cuối phim, Alan tìm thấy máy chụp ảnh của Stu, có chụp lại những sự kiện mà họ không thể nhớ ra. Cả bốn người cùng nhau xem lại mấy bức ảnh trước khi xóa chúng đi để hủy bỏ chứng cứ của cuộc ăn chơi của họ.

## Diễn viên

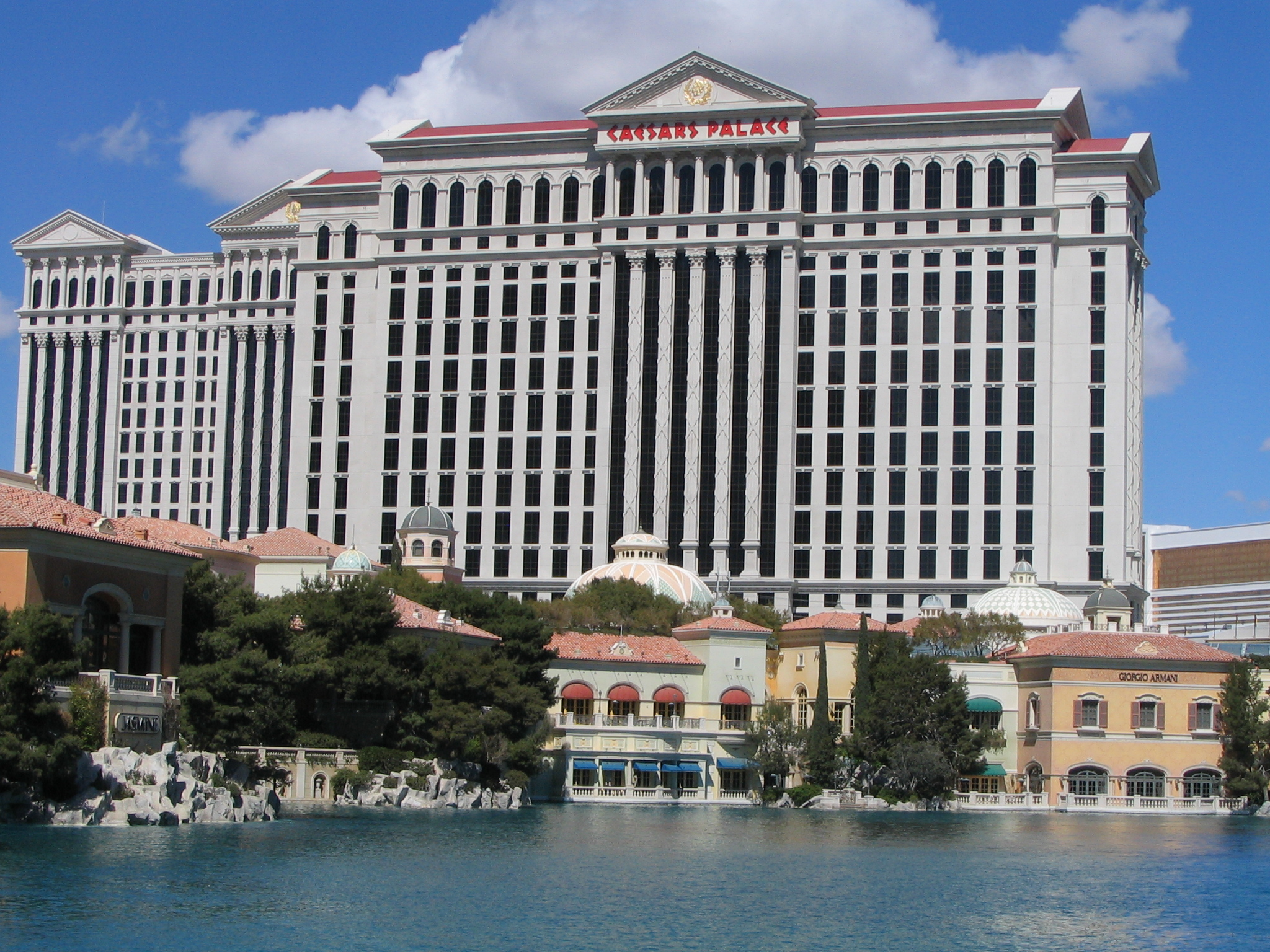
Khách sạn Caesars Palace, nơi ghi hình bộ phim.

- Bradley Cooper vai Philip "Phil" Wenneck
- Ed Helms vai Stuart "Stu" Price
- Zach Galifianakis vai Alan Garner
- Justin Bartha vai Douglas "Doug" Billings
- Heather Graham vai Jade
- Jeffrey Tambor vai Sidney "Sid" Garner
- Sasha Barrese vai Tracy Garner
- Gillian Vigman vai Stephanie Wenneck
- Rachael Harris vai Melissa
- Ken Jeong vai Leslie Chow
- Mike Epps vai "Doug da đen"
- Mike Tyson vai Mike Tyson

## Đón nhận
Ba chàng ngự lâm được khán giả mong đợi và nhận được nhiều phê bình tích cực. Bộ phim tỏ ra rất thành công về mặt doanh thu với 45 triệu đôla thu được từ tuần đầu tiên, đây là một trong những phim hài thành công nhất của năm 2009.

## Giải thưởng
Bộ phim đã nhận được Giải Quả cầu vàng cho phim ca nhạc hoặc phim hài hay nhất.